# Melanie Vallejo (actriz)
Melanie Jane "Mel" Vallejo (Adelaida, Australia Meridional; 27 de octubre de 1979) es una actriz australiana conocida por haber interpretado a la Ranger Azul Madison Rocca en Power Rangers: Mystic Force y a Sophie Wong en la serie Winners & Losers.

## Biografía
Es de ascendencia española, filipina y ucraniana. 
Su hermano es el productor musical e ingeniero de grabación Christopher Vallejo. 
Es muy buena amiga de los actores Virginia Gay y Hugh Sheridan.
Melanie salió por casi tres años con el actor Firass Dirani, pero la relación terminó.
En 2009 comenzó a salir con el publicista Matt Kingston. En mayo del 2011 la pareja anunció que se había comprometido y el 13 de junio de 2011 se casaron. El 5 de julio de 2016 la pareja anunció que estaban esperando a su primer bebé juntos. En octubre del 2016 tuvieron su primer hijo, Sonny Kingston.

## Carrera
Ha participado en comerciales de productos como Stayfree, Rexona, KFC Twister y Dare Iced Coffee.
En 2005 apareció como personaje invitado en la exitosa serie australiana All Saint.
En 2006 se unió al elenco principal de la serie infantil Power Rangers Mystic Force, donde interpretó a la power ranger místico azul Madison Rocca, la hermana de la power ranger mística rosa Vida Rocca.
En 2009 apareció como personaje recurrente en la serie australiana Packed to the Rafters, donde interpretó a la problemática Kat Ripley. Ese mismo año participó por primera vez en la serie The Jesters donde interpretó a Melanie, posteriormente volvió a aparecer en la serie en 2011.
En 2010 apareció como invitada en series como  Cops: L.A.C. y en Dance Academy interpretando a Dana Strong.
En 2011 se unió al elenco de la nueva serie Winners & Losers donde interpretó a la doctora Sophie Wong, hasta el final de la serie el 12 de septiembre de 2016.

## Filmografía

### Series de Televisión
| Año         | Serie                      | Personaje                         | Notas                     |
| ----------- | -------------------------- | --------------------------------- | ------------------------- |
| 2011 - 2016 | Winners & Losers           | Sophie Wong                       | 109 episodios             |
| 2009, 2011  | The Jesters                | Melanie "Mel"                     | 2 episodios               |
| 2010        | Cops: L.A.C.               | Gail                              | episodio "Ghost House"    |
| 2010        | Dance Academy              | Dana Strong                       | 2 episodios               |
| 2009        | Packed to the Rafters      | Kat Ripley                        | 5 episodios               |
| 2006        | Power Rangers Mystic Force | Blue Mystic Ranger/Maddison Rocca | 32 episodios, serie de TV |
| 2005        | All Saints                 | Lynica Forbes                     | episodio "Time and Tide"  |

### Películas
| Año  | Película      | Personaje  | Notas                                   |
| ---- | ------------- | ---------- | --------------------------------------- |
| 2018 | Upgrade       | Asha Trace |                                         |
| 2009 | The Sculptor  | Renee      | junto a Matt Penny                      |
| 2008 | Radio Pirates | Judy       | corto - junto a Lindsay Farris          |
| 2008 | Dying Breed   | Rebecca    | junto a Mirrah Foulkes y Leigh Whannell |

### Presentadora
| Año             | Programa    | Notas        |
| --------------- | ----------- | ------------ |
| 2013 - presente | Formal Wars | presentadora |

### Teatro[12]
| Año        | Obra                                   | Personaje  | Director (a)          | Teatro              | Notas                                                   |
| ---------- | -------------------------------------- | ---------- | --------------------- | ------------------- | ------------------------------------------------------- |
| 2009       | Badhdad Wedding                        | Luma       | Geordie Brookman      | Belvoir St. Theatre | junto a Robert Mammone & Benjamin Winspear              |
| 2003, 2005 | Myth, Propaganda & Disaster in Nazi... | Marguerite | Christopher Hurrell   | Stables Theatre     | junto a Mark Constable, Deborah Kennedy & Victoria Hill |
| 2005       | Gosling                                | Gosling    | Katrina Douglas       | -                   | -                                                       |
| 2004       | Morph                                  | Gosling    | Geordie Brookman      | Little Theatre      | junto a Brendan Rock                                    |
| 2003       | The Return                             | Lisa       | Geordie Brookman      | The Queens Theatre  | junto a Caleb Lewis & Roman Vaculik                     |
| 2002       | Ecstasy                                | -          | Ross Ganf             | -                   | junto a Maya Aleksandra, Sonya Kerr & Carolyn Ramsey    |
| 2001       | Memory Museum                          | -          | Tim Maddock           | -                   | junto a Andrew Brackman, Julia Fry & Reuben McNamara    |
| 2001       | M-A Musical Entertainment              | -          | Michael Fuller        | Matthew F. Theatre  | junto a Dale Adams, Sonya Kerr & Annie Maynard          |
| 2001       | Wit                                    | -          | Samantha S. Blackhall | -                   | junto a Maja Bejnarowicz & Jermaine Hampton             |
| 2001       | Shopping And F@#king                   | -          | Ross Ganf             | Matthew F. Theatre  | junto a Brendan Rock                                    |
| 2000       | Woyzeck                                | -          | -                     | -                   | junto a Brendan Rock                                    |
| 2000       | B Files                                | -          | Ross Ganf             | -                   | junto a Belinda DiVito & Katherine Fyffe                |
| 1999       | Wolfboy                                | -          | Sam Haren             | -                   | junto a Cameron Goodall, Sonya Kerr & Caleb Lewis       |